# Dècada del 1280 aC

## Esdeveniments
- Primeres il·lustracions del Llibre dels morts
- Guerra entre Egipte i els hitites
- El 1285 aC Comença la construcció del temple egipci d'Abu Simbel.
- Tractat de Cadeix

## Personatges destacats
- Seti I
- Ramsès II
- Hattusilis III